# John J. McNamara
John Joseph McNamara Jr. (Boston, 7 de fevereiro de 1932 — 18 de outubro de 1986) foi um velejador e escritor estadunidense, medalhista olímpico. Ele competiu nos Jogos Olímpicos de Verão de 1964 na classe 5.5 Metre e conquistou a medalha de bronze a bordo do Bingo, ao lado de Joseph Batchelder e Francis Scully.
Ele se formou na Universidade Harvard em 1953 e depois trabalhou para o Corpo de Contrainteligência do Exército dos Estados Unidos até 1957. McNamara trabalhou então como banqueiro de investimentos antes de se tornar escritor em 1970. Seu obituário foi publicado no New York Times em 24 de outubro de 1986.

## Publicações
- White Sails, Black Clouds, Burdette, 1967
- The Money Maker, Crowell, 1972
- The Billion Dollar Catch, Mead, New York, 1987